# Inessa Kaagman
Inessa Kaagman (Hoorn, 1996. április 17. –) világbajnoki ezüstérmes holland női válogatott labdarúgó.

## Pályafutása

### A válogatottban
2019. január 19-én Dél-afrika ellen mutatkozott be a válogatottban.

## Sikerei

### Klubcsapatokban
Holland bajnok (2):
- Ajax (1): 2016–17

 Holland kupagyőztes (2):
- Ajax (2): 2013–14, 2016–17

### A válogatottban
Hollandia
- Világbajnoki ezüstérmes: 2019
- Algarve-kupa győztes: 2018
- U19-es női Európa-bajnok: 2014